# Еньє (Во)
Еньє (фр. Henniez) — громада  в Швейцарії в кантоні Во, округ Бруа-Вюлі.

## Географія
Громада розташована на відстані близько 50 км на південний захід від Берна, 31 км на північний схід від Лозанни.
Еньє має площу 2,6 км², з яких на 15,3% дозволяється будівництво (житлове та будівництво доріг), 56,3% використовуються в сільськогосподарських цілях, 24,1% зайнято лісами, 4,2% не є продуктивними (річки, льодовики або гори).

## Демографія
2019 року в громаді мешкало 373 особи (+51% порівняно з 2010 роком), іноземців було 20,6%. Густота населення становила 143 осіб/км².
За віковим діапазоном населення розподілялося таким чином: 25,7% — особи молодші 20 років, 58,4% — особи у віці 20—64 років, 15,8% — особи у віці 65 років та старші. Було 153 помешкань (у середньому 2,4 особи в помешканні).
Із загальної кількості 296 працюючих 9 було зайнятих в первинному секторі, 255 — в обробній промисловості, 32 — в галузі послуг.